# Руян
Руен или Руян, още Чал (на гръцки: Αχλαδόβουνο, Ахладовуно или Αχλάτ Τσάλ, Ахлатцал), е ниска планина в Беломорска Тракия, понастоящем в Гърция. Част е от Родопския планински масив Най-високият връх на планината е 1400 метра. В югоизточното подножие на Руен е разположен град Ксанти. От нея към Ксантийското поле протича река Върба, която минавайки през Ксанти, отделя неговия квартал Самоков от останалата част на града.